# Ceraia liebermanni
Ceraia liebermanni är en insektsart som beskrevs av Grant Jr., H.J. 1964. Ceraia liebermanni ingår i släktet Ceraia och familjen vårtbitare. Inga underarter finns listade i Catalogue of Life.